# Jack Elliott (Komponist)
Irwin Elliott Zucker (* 6. August 1927 in Hartford, Connecticut; † 18. August 2001 in Los Angeles, Kalifornien) war ein US-amerikanischer Jazzpianist, Komponist und Arrangeur.

## Biografie
Irwin Elliott Zucker wurde in Hartford, Connecticut geboren. Nach seinem Abschluss an der Hartt School of Music arbeitete Elliott als Jazzpianist und studierte mit Arnold Franchetti, Isadore Freed, Bohuslav Martinů und Lukas Foss. Es war allerdings Judy Garland, die ihn aus New York City nach Los Angeles engagierte, um ihn als Arrangeur für ihre Judy Garland Show zu gewinnen. Nach weiteren Engagements wie der The Andy Williams Show und der Live From Studio 8H: 100 Years of America's Popular Music begann Elliott mit der Filmkomposition.
Bei der Oscarverleihung 1965 erhielten Elliott, Robert Armbruster, Léo Arnaud, Jack Hayes, Calvin Jackson und Leo Shuken eine Nominierung für die Beste Filmmusik für ihre musikalische Zusammenarbeit in dem Musicalfilm Goldgräber-Molly.
Am 18. August 2001 verstarb Elliott an den Folgen eines Hirntumors. Er liegt im Westwood Village Memorial Park Cemetery begraben.

## Filmografie (Auswahl)

### Film
- 1948: Die rauhen Reiter der furchtlosen Legion [!] (The Gallant Legion)
- 1964: Goldgräber-Molly (The Unsinkable Molly Brown)
- 1967: Tal der Geheimnisse (Valley of Mystery)
- 1969: Der Komiker (The Comic)
- 1970: Wo is' Papa? (Where's Poppa?)
- 1971: Latigo (Support Your Local Gunfighter)
- 1971: Tanja Baskin – Anruf genügt (T.R. Baskin)
- 1972: Hilfe, ich habe Erfolg! (Get to Know Your Rabbit)
- 1973: Der Mann ohne Vaterland (The Man Without a Country)
- 1973: Duell der Helikopter (Birds of Prey)
- 1973: In der Falle des Lockvogels (The Bait)
- 1977: Oh Gott … (Oh, God!)
- 1977: Was geschah am Little Big Horn? (The Court-Martial of George Armstrong Custer)
- 1979: Nur du und ich (Just You and Me, Kid)
- 1979: Pater Brown läßt [!] sich nicht bluffen (Sanctuary of Fear)
- 1979: Reichtum ist keine Schande (The Jerk)
- 1982: Der letzte Detektiv (Computercide)
- 1983: Schwindel für die Nächstenliebe (Found Money)
- 1988: Der Observator (Spies, Lies & Naked Thighs)
- 1990: Eine fast anständige Frau (Sibling Rivalry)

### Serie
- 1966–1967: Pistolen und Petticoats (Pistols 'n Petticoats, neun Folgen)
- 1974–1980: Barney Miller (81 Folgen)
- 1975–1978: Starsky & Hutch (Starsky and Hutch, fünf Folgen)
- 1976–1981: Drei Engel für Charlie (Charlie’s Angels, 110 Folgen)
- 1984–1992: Harrys wundersames Strafgericht (Night Court, Titelmusik)

## Auszeichnung
- Oscarverleihung 1965: Nominierung für die Beste Filmmusik für Goldgräber-Molly